# Ramellogammarus ramellus
Ramellogammarus ramellus är en kräftdjursart som först beskrevs av Weckel 1907.  Ramellogammarus ramellus ingår i släktet Ramellogammarus och familjen Anisogammaridae. Inga underarter finns listade i Catalogue of Life.